# Melvine Malard
Melvine Malard (Saint-Denis, Réunion, 28 juni 2000) is een voetbalspeelster uit Frankrijk. Ze speelt als aanvaller voor Manchester United in de Super League.

## Clubcarrière
Malard begon met voetballen voor Saint-Denis FC op het eiland Réunion. In 2014 voegde ze zich Olympique Lyon, waar ze haar eerste profcontract tekende in juli 2017.
Voor het seizoen 2019/20 werd Malard verhuurd aan FC Fleury 91 om meer speelminuten te kunnen maken. Ze keerde eerder terug bij Olympique Lyon en speelde de finale van de Champions League 2019/20. Ze wist deze te winnen en in het volgende seizoen ging Malard met haar ploeg opnieuw met de zegepalm aan de haal.
In januari 2020 werd Malard opgenomen als in een lijst van de tien grootste talenten van Europa.
Op 15 september 2023 maakte Malard op huurbasis de overstap naar Manchester United tot het einde van het seizoen 2023/24. Met de club uit Manchester won Malard de FA Cup. Op 12 juli 2024 maakte Malard de definitieve overstap naar Manchester United door een meerjarig contract te tekenen.

## Statistieken
| Seizoen | Club              | Land      | Competitie   | Wedstrijden | Doelpunten |
| ------- | ----------------- | --------- | ------------ | ----------- | ---------- |
| 2019/20 | FC Fleury 91      | Frankrijk | Division 1   | 10          | 3          |
| 2020/21 | Olympique Lyon    | Frankrijk | Division 1   | 20          | 4          |
| 2021/22 | Olympique Lyon    | Frankrijk | Division 1   | 20          | 13         |
| 2022/23 | Olympique Lyon    | Frankrijk | Division 1   | 16          | 3          |
| 2023/24 | Manchester United | Engeland  | Super League | 19          | 5          |
| 2024/25 | Manchester United | Engeland  | Super League | 17          | 4          |
| Totaal  | Totaal            | Totaal    | Totaal       | 102         | 32         |

Laatste update: 7 juni 2025

## Interlandcarrière
Malard maakte op 18 september 2020 haar debuut voor het Franse nationale team in een 2-0 overwinning op Servië. Ze maakte haar eerste interlanddoelpunten in een wedstrijd tegen Kazachstan op 26 oktober 2021, waarin ze in de 38ste en 54ste minuten tot scoren kwam.
Malard was onderdeel van de Franse selectie die in 2022 het Tournoi de France wist te winnen. Ze werd ook opgenomen in Franse selectie voor op het EK 2022 in Engeland. Ze maakte in de groepswedstrijd tegen IJsland in de eerste minuut een doelpunt en werd uitgeroepen tot 'vrouw van de wedstrijd' op 18 juli 2022.
Malard werd vier jaar later opnieuw opgenomen in de Franse selectie voor op het EK 2025 in Zwitserland.